# Wyrd

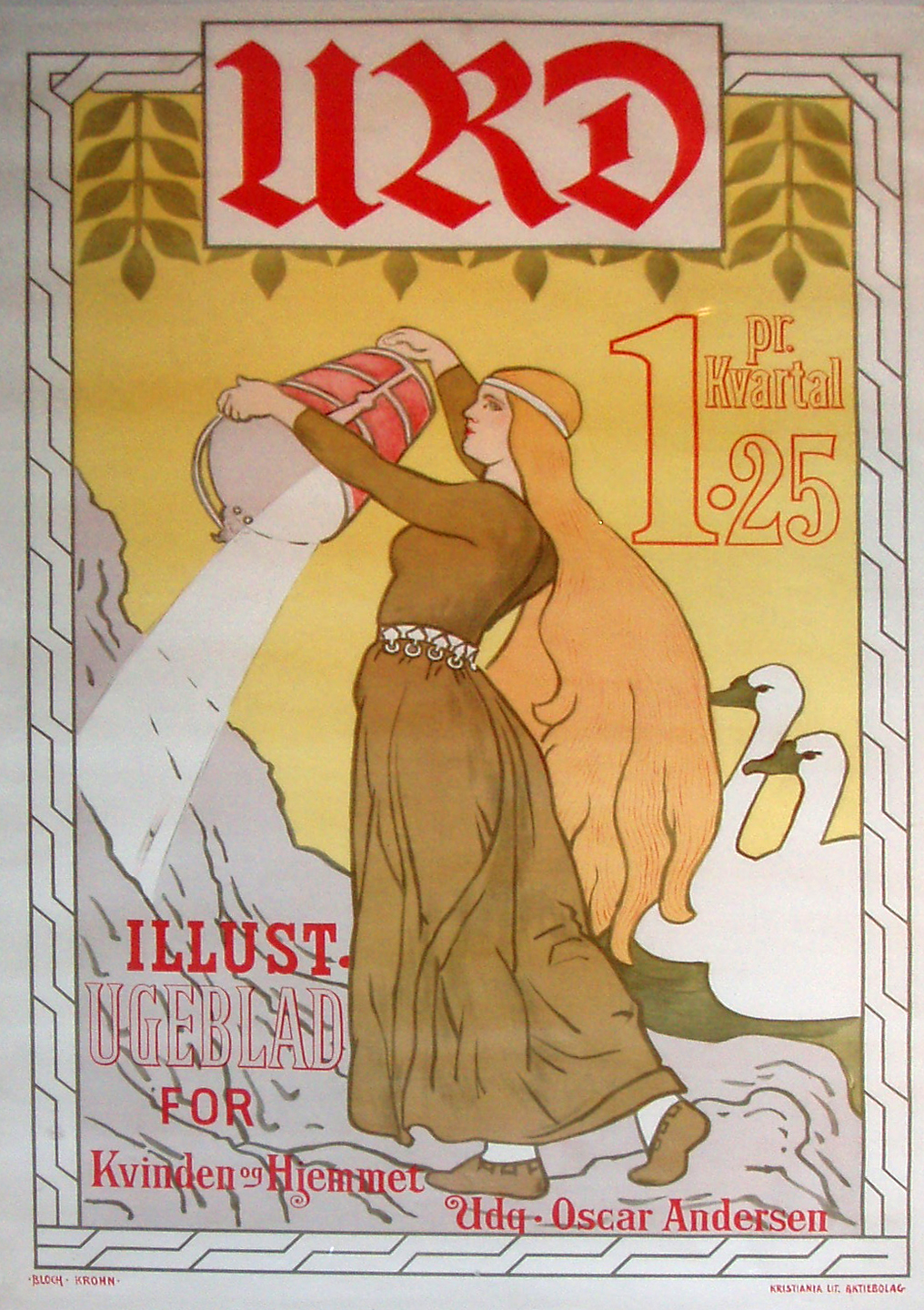
Un cartel para la revista femenina noruega Urd por Andreas Bloch y Olaf Krohn.

Wyrd es un concepto en la cultura anglosajona que corresponde aproximadamente al destino o al sino personal. La palabra es ancestral del inglés moderno weird, que conserva su significado original solo dialécticamente.
El término afín en nórdico antiguo es urðr, con un significado similar, pero también personificado como una de las Nornas, Urðr (en inglés como Urd) y que aparece en el nombre del pozo sagrado Urðarbrunnr en la mitología nórdica.

## Etimología
El término inglés wyrd deriva de un término germánico común *wurđíz. Wyrd tiene afines en el sajón antiguo wurd, el alto alemán antiguo wurt, el nórdico antiguo urðr, el neerlandés worden (convertirse en) y el alemán werden. La raíz protoindoeuropea es *wert- "girar, rotar", en germánico común *wirþ- con un significado "llegar a suceder, convertirse, ser debido" (también en weorþ, la noción de "origen" o "valor" (en inglés, worth), tanto en el sentido de "connotación, precio, valor"y "afiliación, identidad, estima, honor y dignidad".[cita requerida]

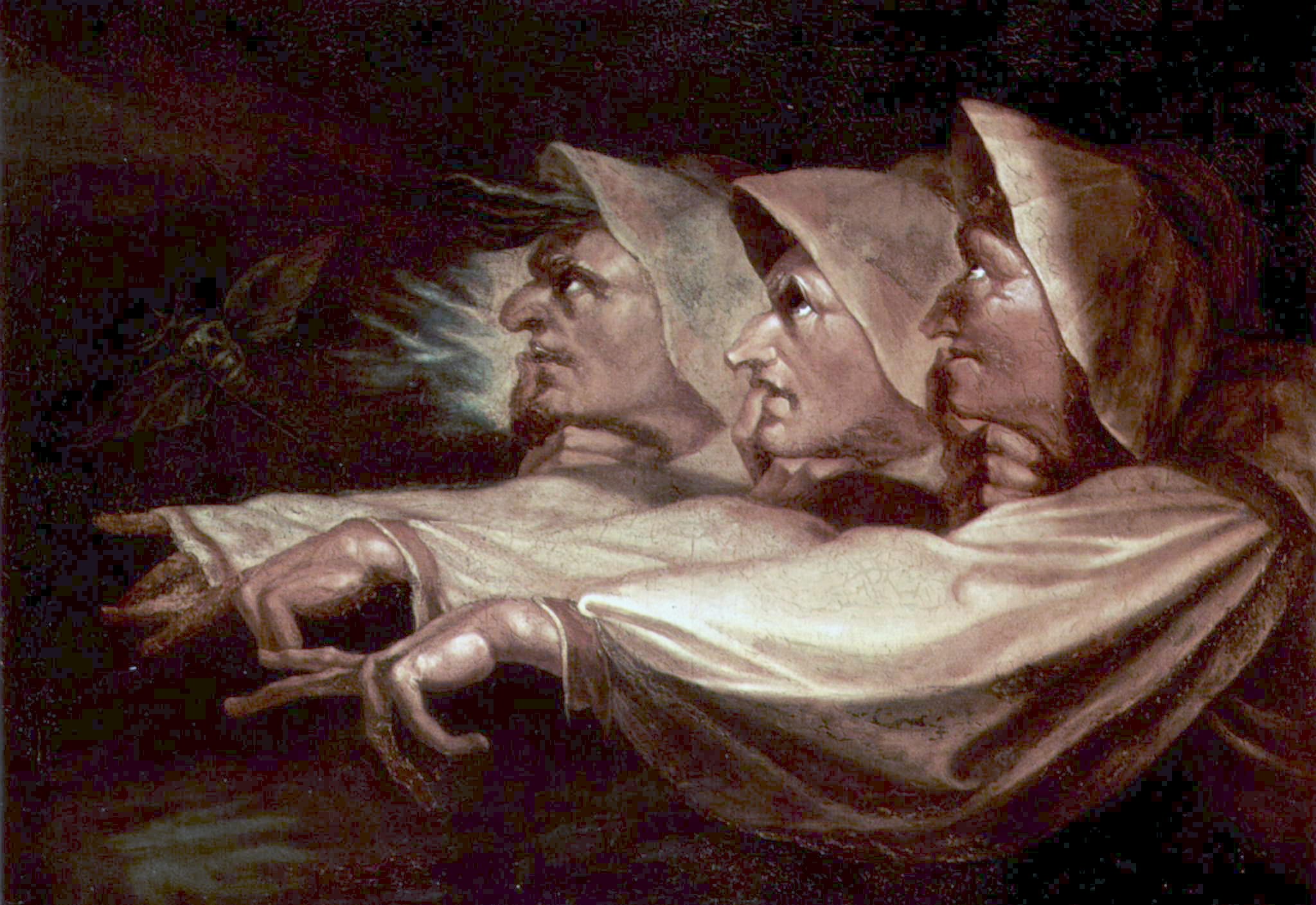
Las tres brujas de Henry Fuseli (1783)

El wyrd del inglés antiguo es un sustantivo verbal formado por el verbo weorþan, que significa "llegar a suceder, llegar a ser". El término se convirtió en el adjetivo inglés moderno weird. El uso de adjetivos se desarrolla en el siglo XV, en el sentido de "tener el poder de controlar el destino", originalmente en el nombre de las Weird Sisters, es decir, los destinos clásicos, en el período isabelino separados de sus antecedentes clásicos como fays, y más notablemente apareciendo como las Tres Brujas en Macbeth de Shakespeare. En muchas ediciones de la obra, los editores incluyen una nota a pie de página que asocia a las Weird Sisters con el inglés antiguo wyrd  o "destino". Desde el siglo XIV, weird también se usó como un verbo en escocés, en el sentido de "preordenar por decreto del destino".[cita requerida]
La ortografía moderna weird aparece por primera vez en los dialectos escoceses y del norte inglés en el siglo XVI y se retoma en el inglés literario estándar del siglo XVII. La forma regular del inglés moderno habría sido wird, del inglés moderno temprano werd. El reemplazo de werd por weird en los dialectos del norte es "difícil de explicar".
El significado moderno más común de weird como "extraño, extraño" - se atestiguó por primera vez en 1815, originalmente con una connotación de lo sobrenatural o portentoso, especialmente en la colocación de weird (extraño) y wonderful (maravilloso), pero a principios del siglo XX se aplicó cada vez más a situaciones cotidianas.

## En la mitología germánica

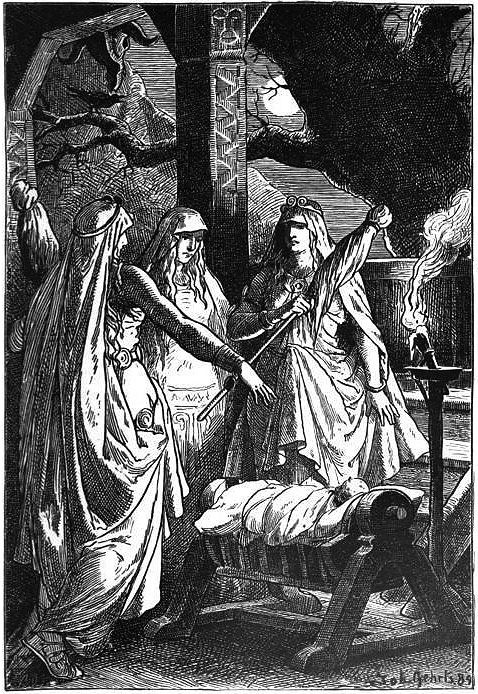
Las nornas de Johannes Gehrts (1889)

Wyrd es un sustantivo femenino, y su cognado nórdico urðr, además de significar "destino", es el nombre de una de las Nornas; urðr es literalmente "lo que ha sucedido", verðandi es "lo que está en proceso de suceder" (el participio presente del verbo cognado weorþan) y skuld "deuda, culpa" (de una raíz germánica *skul- "deberle algo a alguien", que también se encuentra en inglés will ). Wyrd ha sido interpretado como un concepto germánico precristiano o como una diosa del destino por algunos estudiosos. Otros eruditos niegan un significado pagano de wyrd en la literatura inglesa antigua, pero asumen que wyrd era una deidad pagana en el período precristiano.
Entre ellas, las Nornas tejen el destino o el ørlǫg (de ór "fuera, desde, más allá" y lǫg "ley", y puede interpretarse literalmente como "lo que está más allá de la ley"). Según Voluspa 20, las tres Nornas "establecieron las leyes", "decidieron sobre la vida de los hijos del tiempo" y "promulgaron su ørlǫg". Frigg, por otro lado, mientras que ella "conoce todo ørlǫg", "no lo dice ella misma" (Lokasenna 30). ørlǫglausa "falta de ørlǫg" ocurre en Voluspa 17 en referencia a la madera flotante, que recibe aliento, calor y espíritu de tres dioses, para crear los primeros humanos, Ask y Embla.
Las menciones de wyrd en la literatura inglesa antigua incluyen el poema The Wanderer, "Wyrd bið ful aræd" ("El destino permanece completamente inexorable") y Beowulf, "Gæð a wyrd swa hio scel!" ("¡El destino va siempre como lo hará!"). En The Wanderer, wyrd es incontenible e implacable. Ella "le arrebata a los condes las alegrías de la vida", y "la mente cansada del hombre no puede resistirla" porque sus decretos "cambian todo el mundo debajo de los cielos".

## Uso moderno en el paganismo
Como otros aspectos del paganismo germánico, el concepto de wyrd juega un papel en el neopaganismo germánico.

## Otros usos
Wyrd Mons, una montaña en Venus, lleva el nombre de una "diosa anglosajona del tejido". Según J. Duncan Spaeth, "Wyrd (Norse Urd, una de las tres nornas) es la diosa del destino del inglés antiguo, a quien ni siquiera el cristianismo pudo desplazar por completo".